# О култу личности и његовим последицама
О култу личности и његовим последицама (рус. О культе личности и его последствиях), познат још и као „Тајни реферат“, је говор који је Никита Хрушчов прочитао 25. фебруара 1956. године на 20. конгресу Комунистичке партије Совјетског Савеза, у коме осуђује Стаљинове репресивне мере против становништва, чистке и његов култ личности.

## Поседице
„Тајни реферат“ означио је почетак дестаљинизације Совјетског Савеза.
Британски лист Гардијан је Хрушчовљев говор „О култу личности и његовим последицама“ уврстио међу највеће говоре 20. века.